# Marcos Alonso
Marcos Alonso Mendoza (Madrid, 28 de dezembro de 1990) é um futebolista espanhol que atua como lateral-esquerdo. Atualmente está no Celta de Vigo.

## Carreira
Neto do futebolista Marquitos, que se destacou pelo Racing Santander e Real Madrid e, filho do também futebolista Marcos Alonso Peña, com destaque nos rivais Atlético de Madrid e Barcelona, Marcos Alonso iniciou sua carreira nas categorias de base do Real Madrid, com apenas oito anos. Quando completou dezoito, passou a receber sua primeiras chances no Real Madrid Castilla. Durante o mesmo período, também passou a receber suas primeiras convocação para as categorias de base da Espanha, na época, para a sub-19.
Em 11 de dezembro de 2009, recebeu sua primeira chance no elenco principal do Real Madrid, sendo chamado pelo então treinador Manuel Pellegrini, para uma possível ausência de Marcelo, na partida contra o Valencia. Porém, sua estreia aconteceu apenas em 4 de abril do ano seguinte, na partida contra o Racing Santander, substituindo Gonzalo Higuaín aos noventa minutos de partida. Apesar de disputar apenas uma partida pela equipe principal do Real, Alonso foi contratado pelo Bolton Wanderers após o término da temporada, firmando um contrato de três temporadas.

### Chelsea
Em 31 de agosto de 2016, Marcos Alonso acerta sua ida para o Chelsea da Inglaterra. Alonso teve uma temporada de estreia muito positiva com a camisa dos Blues. Com 6 gols marcados e 3 assistências foi peça importante da conquista do título da Premier League. Na temporada seguinte, mesmo com a campanha irregular do Chelsea que terminou o campeonato em 5° colocado, Alonso seguiu sendo um dos grandes destaques da equipe, sobretudo na construção de jogadas ofensivas, tendo marcado 7 vezes e anotado 2 assistências ao longo da Premier League.
Marcos Alonso deixou os Blues onde venceu seis títulos: um da Premier League, um da Copa da Inglaterra, uma Europa League, uma Champions League, uma Supercopa da UEFA e um Mundial de Clubes. Com camisa do Chelsea jogou 182 partidas, 29 gols e 19 assisntências.

### Barcelona
Em 1 de setembro de 2022, Marcos Alonso foi anunciado como novo jogador do Barcelona, em troca de Aubameyang, que foi para o Chelsea.

### Celta de Vigo
No dia 28 de agosto de 2024 assinou com o Celta de Vigo.

## Acidente
Em 2 de maio de 2011, Marcos Alonso foi preso pela polícia espanhola depois de seu envolvimento em um acidente de carro em Madrid. O carro colidiu com um muro, causando a morte de  uma jovem de 19 anos. Ele foi acusado de conduzir a 112 km/h em via cuja velocidade máxima permitida era de 50 km/h. Além disso, havia ingerido mais álcool que o permitido por lei. A acusação pediu quatro anos de prisão para Alonso.
Alonso assumiu toda a culpa e espontaneamente pagou 200 mil euros à família da universitária por danos morais, além de arcar com os honorários advocatícios do caso, em valor que superou os 100 mil euros. A acusação retirou seu pedido de prisão e Alonso chegou a um acordo com a família da jovem para indenizá-los em mais 300 mil euros. Assim, a sua pena foi convertida numa multa de 61 mil euros à justiça e foi proibído de dirigir durante três anos e quatro meses.

### Uma família ligada ao futebol
Além dele, seu pai, também chamado Marcos Alonso fez história como jogador do Barcelona e seu avô Marquitos fez história como jogador do Real Madrid.

## Títulos
Chelsea
- Premier League: 2016–17
- Copa da Inglaterra: 2017–18
- Liga Europa da UEFA: 2018–19
- Liga dos Campeões da UEFA: 2020–21
- Supercopa da UEFA: 2021
- Copa do Mundo de Clubes da FIFA: 2021

Barcelona
- La Liga: 2022–23
- Supercopa da Espanha: 2022–23

### Prêmios individuais
- Equipe do Ano PFA da Premier League: 2017–18[8]